# Walka Rewolucyjna
Walka Rewolucyjna (gr. Επαναστατικός Αγώνα)  – grecka organizacja terrorystyczna.  

## Historia
Powstała w 2003 roku. Do 2017 roku przeprowadziła 16 ataków. Wśród nich znalazły się między innymi ostrzał rakietowy ambasady USA w Atenach w 2007 roku i zamach bombowy przed siedzibą greckiego banku centralnego w Atenach w kwietniu 2014 roku.

## Liczebność
Zdaniem Departamentu Stanu USA liczy nie więcej niż 50 członków.

## Ideologia
Jest grupą anarchistyczną. Celem Walki Rewolucyjnej jest wywołanie rewolucji, która zaktywizuje większość społeczeństwa i obali klasę rządzącą. Efektem rewolucji ma być utworzenie systemu społecznych samorządów, opartych na idei równości i sprawiedliwości społecznej.

## Jako organizacja terrorystyczna
Figuruje na liście organizacji terrorystycznych Unii Europejskiej i Departamentu Stanu USA.